# Saperda tridentata
Saperda tridentata là một loài bọ cánh cứng trong họ Cerambycidae.